# Косколь (Коскольський сільський округ, Улитауський район)
Коско́ль (каз. Қоскөл) — село у складі Улитауського району Улитауської області Казахстану. Адміністративний центр Коскольського сільського округу.
Населення — 503 особи (2021; 412 у 2009, 538 у 1999, 991 у 1989).
Національний склад станом на 1989 рік:
- казахи — 100 %.